# Heinz Mutterlose
Heinz Mutterlose (* 13. März 1927 in Schkeuditz; † 18. April 1995 ebenda) war ein deutscher Maler und Grafiker.

## Leben und Werk
Mutterlose besuchte von 1933 bis 1941 die Volksschule in Schkeuditz und machte dort von 1941 bis 1943 eine Lehre als Dekorationsmaler. Von 1943 bis 1945 war er im Arbeits- und Kriegsdienst. Danach arbeitete er bis 1946 in Schkeuditz als Malergeselle. Von 1947 bis 1949 besuchte er die Kunstgewerbeschule Leipzig. Sein wichtigster Lehrer war Karl Miersch, dem er bei der Arbeit an Wandbildern half. Anschließend studierte Mutterlose bis 1951 an der Kunsthochschule Halle, Burg Giebichenstein, u. a. bei Karl Crodel und Erwin Hahs. Als Student beteiligte er sich bei der Anleitung von Laien zur künstlerischen Arbeit. Wegen politischer Differenzen musste er das Studium abbrechen. Ab 1951 arbeitete er in Schkeuditz als freischaffender Maler und Grafiker. Er engagierte sich für die Bildung von Laien-Kunstzirkeln in der DDR und gründete 1951 einen solchen, den er vierzig Jahre als einen der ersten im psychiatrischen Fachkrankenhaus Altscherbitz in Schkeuditz und ab 1961 einen Zirkel im Schwermaschinenbetrieb Verlade- und Transportanlagen Leipzig. Zu seinen Schülern in Schkeuditz gehörte Hans Ticha. Von 1951 bis 1990 war Mutterlose Mitglied im Verband Bildender Künstler der DDR und 1954 Mitbegründer der Verkaufsgenossenschaft bildender Künstler Leipzig, deren Vorstand er lange Jahre angehörte.
1960 unternahm Mutterlose mit Hans Engels seine erste Studienreise in die Sowjetunion, die ihn nach Leningrad, Moskau, in den Kaukasus und nach Sotschi führte. Bis 1988 machte er mit Volkskunstzirkeln weitere Studienreisen in die Sowjetunion, nach Ungarn, Bulgarien, Polen, in die CSSR und die Mongolei und ab 1990 nach Italien, in die Türkei, nach Tunesien, Marokko sowie Paris und Amsterdam.
Den künstlerischen Nachlass Mutterloses betreut seine Tochter Ingrid Kuhnt mit ihrem Ehemann Volker Kuhnt. Beide stifteten 2000 eine Anzahl von Werken an die Kunstsammlung der Universität Leipzig.

## Ehrungen (Auswahl)
- 1962 Kunstpreis des FDGB

- 1971 Kunstpreis der Stadt Leipzig
- 1974 Goldmedaille der 15. Arbeiterfestspiele der DDR
- 1975 Medaille für Verdienste im künstlerischen Volksschaffen der DDR
- 1982 Verdienstmedaille der DDR
- 1984 Ehrenmedaille der Stadt Schkeuditz
- 1985 Artur-Becker-Medaille der FDJ in Bronze
- 1986 Johannes-R.-Becher-Medaille in Silber
- 2019 postume Ehrung durch die Benennung eines Weges in Schkeuditz mit seinem Namen

## Rezeption
„Vom Bildgegenstand für ihn typisch waren Blumen und Landschaften, um die sein Leben lang mit wenigen Ausnahmen sein Schaffen kreiste. Ohnehin war Heinz Mutterlose im lauten Leipziger Kunstbetrieb der 60er, 70er und 80er Jahre mit der inzwischen international bekannten „Leipziger Schule“ ein wenig auffallender Künstler. Ihm lagen die damals geförderten plakativen Themen, aber auch die hintergründig kritischen oder die philosophisch zu deutenden Bildgegenstände nicht.“

## Werke (Auswahl)
- Gleisbau im Tagebau (1960, Öl, 45 × 60 cm)[4]
- Auf dem Basar (1962, Öl, 39,7 × 55 cm; Museum der bildenden Künste Leipzig, Inv. 1947)
- Jahrestag im Kaukasus (vor 1962, Chromlithographie; auf der Fünften Deutschen Kunstausstellung in Dresden)[5]
- Kleine Winterlandschaft (vor 1967, Öl; auf der VI. Deutschen Kunstausstellung in Dresden)[6]
- Dubrovnik (1975, Öl; Kunstarchiv Beeskow)[7]

## Ausstellungen (unvollständig)

### Einzelausstellungen
- 1987 Markkleeberg, agra-Park („Landschaft und Blumen“)
- 1987 Mölkau, Kulturhaus Mölkau (Malerei und Grafik)
- 1995 Schkeuditz, art Kapella Schkeuditz (Bilder und Grafiken; mit Karl-Heinz Häse)

#### Postum
- 2006 Delitzsch, Landratsamt („Landschaft und Blumen“)
- 2007 Leipzig, Galerie Süd (Farblithografien)
- 2008 Leipzig, Galerie FINE Art („Akt und Landschaft“)
- 2010 Leipzig, Klinikum St. Georg (Retrospektive)
- 2011 Villefranche sur Saone, 71 eme SALON du GdB (Aquarelle – Landschaften, Blumen und Stillleben)
- 2012 Zwenkau, Lehmhaus Galerie („Gemälde aus den Oevre“)
- 2012 Worpswede, Galerie Das blaue Haus (Werke in Öl und Aquarell. Mit der Bildhauerin Charlotte Keller)
- 2012 Schkeuditz, Deutsche Bank („Ein Leben für die Kunst“)
- 2013 Bühl, Friedrichsbau („Blumen und Landschaften farbenfroh erleben“)
- 2013 Leipzig, Stadtarchiv („Heimat und Ferne“, Malerei und Grafik)
- 2017 Zwenkau, Lehmhaus Galerie („Ein Leben in Farben“)
- 2017 Schkeuditz, art Kapella Schkeuditz (Malerei und Grafik)
- 2017 Berlin, Galerie Ostdeutsche Kunstauktionen (Ölgemälde)
- 2018 Schkeuditz, art Kapella Schkeuditz („Handzeichnungen“. Mit Hans Schulze)
- 2020 Zwenkau, Lehmhaus („Natürlich – Heinz Mutterlose“)

### Teilnahme an zentralen und wichtigen regionalen Ausstellungen in der DDR
- 1953 bis 1985: Leipzig, elf Bezirkskunstausstellungen
- 1961: Berlin, Akademie der Künste („Junge Künstler. Malerei“)
- 1962/1963 und 1967/1968: Dresden, Fünfte und VI. Deutsche Kunstausstellung
- 1965: Leipzig, Museum der Bildenden Künste („500 Jahre Kunst in Leipzig“)
- 1965: Frankfurt/Oder, Rathaus („Kunstpreisträger des FDGB“)
- 1971: Berlin, Altes Museum („Das Antlitz der Arbeiterklasse in der bildenden Kunst der DDR“)
- 1975: Altenburg/Thüringen, Lindenau-Museum („Lithografie im Bezirk Leipzig“)